# Puffinus nestori
Puffinus nestori es un ave marina extinta en la familia de los petreles.  Sus restos fósiles, que se remontan a finales del Plioceno a comienzos del Pleistoceno, fueron encontrados en la isla de Ibiza del archipiélago Balear en la zona occidental del Mediterráneo. Se ha especulado en que podría ser el ancestro directo de la Pardela del Mediterráneo (actualmente dividido en la Pardela balear y la Pardela mediterránea).